# Rabo de Peixe (filme)
Rabo de Peixe é um documentário etnográfico português de 2003, realizado, filmado e editado por Joaquim Pinto e Nuno Leonel. A longa-metragem explora os efeitos da pesca industrial na comunidade piscatória de Rabo de Peixe (Açores), centrando-se em Pedro Moniz, um jovem ambicioso em plena crise na sua vida profissional que encara os perigos inerentes ao trabalho no mar.
As imagens recolhidas pelos autores foram editadas em três versões diferentes: um Corte teatral de 88 minutos de duração; um Telefilme de 55 minutos, retrabalhado pela RTP com uma visão mais idealizada da comunidade de Rabo de Peixe, e ainda; um Corte estendido de 103 minutos, distribuído sob o título Rabo de Peixe: Director's cut, que os autores remontaram com material inédito, respeitando a sua visão original. O Telefilme estreou em 2004 na RTP1, tendo sido emitido apenas uma vez. O Corte estendido foi apresentado a 6 de fevereiro de 2015 na secção Fórum do Festival Internacional de Cinema de Berlim. Rabo de Peixe: Director's cut foi bem recebido pela crítica e multipremiado, nomeadamente como Prémio Potemkine do Festival Cinéma du Réel.

## Sinopse
Várias artes de pesca artesanal nos Açores estão a desaparecer, sob a pressão da pesca industrial e dos interesses económicos globais. Em Rabo de Peixe, uma vila de S. Miguel, a pesca de pequena escala é o único meio de subsistência de muitos jovens moradores audazes que tentam respeitar e dominar os perigos do mar.
Um desses jovens, Pedro, é mestre da pesca do espadarte, mas também avança mar adentro em busca de cardumes de cavala ou peixe-espada. Sonha ter um barco e formar uma equipa unida que lhe permita ultrapassar a crise na sua vida profissional. Seguimos Pedro para além do seu trabalho exigente, na envolvência da ilha: assistindo a fogos de artifício sobre o porto de abrigo, numa procissão por ruas esguias ou entre corpos de outros trabalhadores na areia negra.

## Intervenientes
| - Pedro "Plácido" Moniz - Artur "Bexiga" Carreiro - Rui Melo - Manuel "Plácido" Moniz |  | - Bruno "Sacaneiro" Moniz - Marco Moniz - Manuel "Pereira" - Eduardo Moniz |  | - Emanuel Carreiro - Marco Plácido |

## Produção

### Desenvolvimento
Nos anos 1990, Joaquim Pinto e Nuno Leonel viajavam para os Açores sempre que precisavam de férias. Segundo Pinto, "nessas idas, ainda antes da rodagem, uma das zonas que nos interessava era precisamente Rabo de Peixe, a minha vida [...] começámos a conhecer algumas pessoas de lá, de quem ficámos amigos. No final de 1998, optam por deslocar-se para Ponta Delgada para assistir os espetáculos de Ano Novo de São Miguel. Alugam uma casa perto de Rabo de Peixe, onde reencontram um dos locais, Artur Carreiro, que os apresenta ao genro, Pedro Moniz. Impressionados com a abordagem não industrial e de pequena escala dos pescadores, depois de desenvolveram uma amizade com o jovem pescador, Pinto e Leonel decidem estabelecer-se na ilha e fazer um filme com Pedro no ano seguinte. O projeto receberia apoio de associações de pescadores, apoio financeiro do Instituto do Cinema e Audiovisual e seria co-produzido pela RTP.

### Rodagem
As gravações de Rabo de Peixe iniciaram-se no final de 1999, quando o jovem pescador Pedro concorda em levar Joaquim Pinto e Nuno Leonel consigo para filmar uma viagem de pesca de espada. Quando os realizadores regressam a São Miguel na primavera de 2001, altura das Festas de Santo Cristo, seguem-se várias expedições marítimas e a maior parte da recolha de material. Nuno Leonel é o autor das imagens subaquáticas captadas em mar aberto para o documentário. No dia 1 de janeiro de 2002, a dupla sai pela última vez para a pesca com Pedro Moniz. Joaquim Pinto assume as dificuldades deste tipo de rodagem: "O mais complicado foi a dureza física, que faz parte do dia a dia deles [dos pescadores], mas que para nós era diferente e inesperado."

### Montagem
Após as gravações, a dupla de realizadores iniciaria o processo de montagem das imagens recolhidas que se prolongou até junho de 2003. No entanto, a versão original não agradou às associações de pescadores nem à co-produtora: "A nossa abordagem não foi bem recebida e pediram-nos para remover todas as cenas que, segundo eles, dessem uma má imagem dos pescadores e das comunidades de pescadores". A RTP pretendia também limitar o produto final em termos de duração. Assim, a emissora pública reeditou o material para criar um telefilme documental com uma visão mais idealizada da vila e dos pescadores.
Anos mais tarde, ainda insatisfeitos com esta experiência, e motivados perante o sucesso na crítica de E Agora, Lembra-me (2013) e pela escala das mudanças em Rabo de Peixe (eg. os métodos industriais substituíram os equipamentos de pesca tradicionais e o pequeno porto deu lugar a uma estrutura destinada à pesca industrial construída com financiamento da UE), Joaquim Pinto e Nuno Leonel decidem remontar o material original. Em 2014 voltam a trabalhar no documentário, editando imagens inéditas e gravando uma nova narração. Adotaram uma perspetiva mais pessoal, de diário de bordo, cruzando memórias e pensamentos do casal com uma melhor exploração do carácter dos intervenientes. Nas suas palavras, "a nossa nova versão, feita sem restrições de duração e conteúdo, é projetada para fazer justiça à bravura dos jovens retratados e à sua luta para manter uma tradição querida".
Deste modo, a produção resultou nas diferentes versões que se seguem:
- Corte teatral (2003): Versão original de 88 minutos;[25]
- Telefilme (2004): Versão televisiva de 55 minutos;[9]
- Director's cut (2015): Corte estendido de 103 minutos.[26]

## Temáticas e estilo

### Comunidade piscatória
A atividade principal dos habitantes da freguesia de Rabo de Peixe, a mais pobre de Portugal, é a pesca com recurso a métodos tradicionais. Tratava-se da maior comunidade de pesca artesanal dos Açores. No final do século XX, a falta de qualquer porto significava que todos os barcos deviam ser encalhados. Os barcos dos pescadores desta comunidade não haviam evoluído muito nas últimas décadas, para além de abandonar a vela em favor dos motores. Em particular Rabo de Peixe: Director's cut, expõe como a pesca artesanal é pressionada perante a competição com as práticas de pilhagem de traineiras espanholas e barcos-fábrica coreanos.
A comunidade piscatória de Rabo de Peixe conta há gerações com as águas do Oceano Atlântico para a sua subsistência, mas sente diariamente os efeitos devastadores da quebra de stock de pescado. Algumas pessoas apresentam uma visão aguda dos problemas (quanto ao estado da pesca em geral, problemas com o excesso de capturas ou com as alterações climáticas). Ainda assim, parte significativa da população não tem consciência plena ou não está bem informada das causas da situação, atribuindo frequentemente os sucessivos anos de escassez de pesca ao azar. O protagonista, Pedro Moniz, é uma dessas exceções, lançando-se para um curso intensivo que lhe permita obter o nível de escolaridade exigido para garantir uma licença de pesca. Deste modo, os autores apresentam como a burocracia dos regulamentos pode representar um obstáculo à subsistência da população.

### Etnografia
A obra combina a observação etnográfica e investigação sociológica com um estilo diarístico para retratar os trabalhadores masculinos de duas gerações de pescadores de Rabo de Peixe. Ainda assim, os autores rompem com a algo característico no filme etnográfico, ao explorar com o documentário diferentes perspectivas, e até a relação cineasta-sujeito. Exemplo disso surge quando Joaquim Pinto entrega a câmara a um dos pescadores, e são suas imagens mais amadoras que o espetador vê nos minutos seguintes.

### Cinema
Os autores estabelecem um paralelismo entre a arte tradicional de pesca e a sua própria arte de produção cinematográfica, enaltecendo de que modo ambas estão ameaçadas. Defendem que a concorrência não é leal, quando os pescadores com os seus pequenos barcos enfrentam constantes controles policiais e grandes empresas exploradoras dos recursos do mar. Também no cinema, os autores não conseguem fazer frente perante interesses comerciais de grandes produtoras ou o desaparecimento de salas de cinema independente. A temática do cinema é transversal, pelo modo como Pinto e Leonel intercalam imagens da história do mar no cinema, usam músicas de filmes clássicos ou referem como Spencer Tracy ganhou um Óscar por interpretar um pescador açoriano em Captains Courageous (1937).

### Filosofia e misticismo
Assumindo-se como diário íntimo dos pescadores e dos autores, ao longo do documentário são tecidas reflexões filosóficas, interligadas com referências a histórias e lendas do mar. Desde o início da obra, o narrador cita Simone Weil, uma ativista marxista que se tornou mística. Deste modo comenta que apesar das dificuldades que os pescadores enfrentam, considera-os mais afortunados e livres que trabalhadores em linhas de produção. Aliás, um ponto recorrente em Rabo de Peixe é uma reflexão dos autores acerca de liberdade.

### Continuidade artística
As imagens do documentário são contemporâneas de Sol Menor (2007), outro olhar da dupla sobre a sua vida nos Açores. Por outro lado, a remontagem de 2015 de Rabo de Peixe é um filme mais pessoal, que se aproxima a um estilo de filme caseiro reminiscente de E Agora? Lembra-me, com pontes entre acontecimentos históricos e a subjetividade contemplativa ou autocrítica dos artistas. Os cineastas e até o seu cão Rufus, voltam a estar muito presentes diante da câmera, alargando o contexto do documentário para além da estrutura de trabalho dos pescadores, para incluir um exame mais pessoal do relacionamento entre Joaquim Pinto e Nuno Leonel, mas também do casal com a comunidade local. Os problemas de saúde de Joaquim Pinto, voltam também a ser referidos. Se E Agora? Lembra-me se focava nos tratamentos relacionados com o HIV, em Rabo de Peixe: Director's cut o cineasta comenta como o tratamento para Hepatite C teve impacto no período de rodagem.
O cinéfilo Paulo Portugal defende que as duas longa metragens documentais podem ser consideradas um díptico: "Nesse sentido, e por Rabo de Peixe assumir também essa vertente pessoal da vida dos próprios realizadores, acaba por assumir-se como uma espécie de prequela de E Agora?, pois dá-nos conta do momento em que Joaquim Pinto e Nuno Leonel decidem passar a viver em Rabo de Peixe, depois já de receberem o cachorro Rufus, que veremos já velhote no filme mais recente". Joaquim Pinto comentou esta ideia do seguinte modo: "Talvez o Rabo de Peixe possa ser visto como uma prequela do E Agora?, no sentido em que não nos excluímos, antes pelo contrário, da ação. Mas a nossa presença é muito mais discreta. O E Agora? é basicamente um filme que cobre o período na nossa vida no continente e este filme foca sobre um outro momento da nossa vida".

## Distribuição

### Lançamento
Após a sua edição, o Corte teatral de 2003 de Rabo de Peixe nunca chegou a ter uma distribuição comercial. Ainda assim, está disponível em streaming, desde 2013, na plataforma Lugar do Real, um projeto da AO NORTE: Associação de Produção e Animação Audiovisual.  Esta versão foi projetada ocasionalmente, como a 8 de agosto de 2014, no Lincoln Center for the Performing Arts.
A média-metragem Rabo de Peixe: Telefilme estreou em 2004 na RTP1, tendo sido emitida apenas uma vez pela estação.
Apenas Rabo de Peixe: Director's cut viria a ser lançado nos cinemas. A longa-metragem estreou-se na Alemanha, a 6 de fevereiro de 2015, enquanto um dos 43 filmes selecionados para a secção Fórum do Festival Internacional de Cinema de Berlim, dedicada a ensaios visuais, obras experimentais ou vanguardistas. O filme teve uma distribuição comercial em França, onde estreou a 14 de outubro de  2015.

### Festivais
Após a sua apresentação no Festival de Berlim, o Corte estendido do filme despertou o interesse de vários programadores de Festivais internacionais de cinema. O documentário percorreu um circuito, no qual se destacam os seguintes eventos:
- Courtisane Festival of Film, Video and Media Art (Bélgica, 3 de abril de 2015);[38]
- IndieLisboa: Cinema no Museu (Portugal, 9 de maio de 2015);[39]
- 4º Olhar de Cinema: Festival de Cinema da Bienal Internacional de Curitiba (Brasil, 10 de junho de 2015);[40]
- New Horizons Film Festival (Polónia, 30 de julho de 2015);
- Queer Porto: Festival Internacional de Cinema Queer (Portugal, 7 de outubro de 2015);[41]
- 11º Panorama Internacional Coisa de Cinema (Brasil, outubro de 2015);[42]
- Viennale (Áustria, outubro de 2015);[43]
- Torino Film Festival (Itália, 22 de novembro de 2015);
- Festival L´Alternativa: 22º Barcelona Independent Film Festival (Espanha, novembro de 2015);[44]
- Festival de Cinema de Nova Iorque (EUA, 2015);[45]
- Festival do Rio (Brasil, 2015);[46]
- Festival Cinéma du Réel (França, 2015);
- Porto/Post/Doc: Há Filmes na Baixa! (Portugal, 6 de maio de 2016);[47]
- Kino Otok (Eslovénia, 1 de junho de 2016).

## Receção

### Audiência
Aquando a sua distribuição comercial limitada em França, Rabo de Peixe: Director's cut recebeu 1.025 de espetadores em sala.

### Crítica
| Críticas profissionais | Críticas profissionais |
| Avaliações da crítica  | Avaliações da crítica  |
| Fonte                  | Avaliação              |
| ---------------------- | ---------------------- |
| C7nema                 | [ 49 ]                 |
| Cine Festivais         | [ 50 ]                 |
| Papo de cinema         | [ 51 ]                 |
| Quinlan                | [ 52 ]                 |

De forma geral, Rabo de Peixe: Director's cut recebeu críticas positivas. Tanto Alessandro Anilli (Quinlan) como Adriano Garrett (Cine festivais) consideram inclusive que os anos entre a recolha do material e a última remontagem ajudaram o filme, com um distanciamento temporal e físico que permite explorar as temáticas originais do ponto de vista da dificuldade de sobrevivência da memória cultural e pessoal perante o avanço predatório do progresso capitalista. Em Senses of cinema, James Lattimer descreve a experiência de assistir ao filme de Pinto e Leonel como sendo parecida à de assistir a um de Roberto Rossellini. Patrick Holzapfel (Mubi notebook) escreve que "grande parte da beleza do filme vem da forma como insiste em mostrar a graça daqueles trabalhadores. Não se trata de facto ou ficção, mas muito mais das possibilidades que perduram entre as adversidades e injustiças do quotidiano".
Em Portugal, a crítica especializada também foi positiva. No Expresso, Francisco Ferreira elogia o modo como os autores recuperaram em 2015 o que "era já um belíssimo filme". Paulo Portugal (C7nema) apelida o filme de "genial", destacando "a limpidez solar das imagens e da comunidade que vive ligada ao que a água lhe dá e a forma como afeta os realizadores". Filipa Ramos (Keimena) assume-se impressionada pelas imagens subaquáticas: "São momentos de beleza abstrata e lirismo que expandem o olhar do filme para uma abordagem profundamente pessoal e poética da produção de documentários". Um dos aspetos mais elogiados do documentário é a abordagem dos realizadores à temática. Nesse sentido, Rui Pedro Tendinha (Diário de notícias) destaca que "para Pinto e Leonel o importante são as pessoas, as suas vidas. Tudo filmado com o maior dos pudores. Às vezes, em cinema, quando encontramos um pudor como este sentimo-nos elevados". Também Carmen Gray em Screen daily comenta como "essa abordagem em mãos menos talentosas pode levar a acusações de sentimentalismo da nova era, aqui a sinceridade minimizada, a profundidade absoluta do pensamento e a sensibilidade rara pulsam em cada quadro". Para Clément Ghys (Libération), o ponto alto do filme é quando os autores delegam o controlo do mesmo, emprestando a sua câmara aos jovens da vila para recolherem imagens trémulas dos seus entes queridos.
Vários críticos compararam o filme com E Agora? Lembra-me, tendo a generalidade considerado que Rabo de Peixe fica aquém. Boyd Van Hoeij (The Hollywood reporter) é um deles: "Embora esta voz encantadora e única adicione novamente um cunho muito pessoal, não tem o mesmo efeito que na obra-prima de Pinto, porque ele não é o protagonista principal do filme. Muito pelo contrário, na maioria das vezes funciona como uma barreira entre as tripulações de pesca e o espetador, e no final nunca há a sensação de que conhecemos Pedro ou Manuel muito bem como pessoas, apesar de passarmos quase duas horas com eles". Ivan Čerečina (Four three film) não se junta à maioria, defendendo que Rabo de Peixe "é um filme mais interessante, em grande parte por causa da maneira como equilibra esse relacionamento entre o sujeito e o cineasta [...]. Acredito que a razão para isso esteja na configuração única do filme como um trabalho de remontagem e recriação, que permite que a voz dos realizadores emerja de forma muito mais orgânica e subtil do que em E Agora?". Em Papo de cinema, Rodrigo de Oliveira escreve uma crítica mais moderada, apontando o facto de o documentário estar "cheio de tempos mortos, com andamento bem lento. Tem narração abundante, mas nem sempre informativa. Em outras palavras, não é um filme fácil de assistir. É possível que o espetador demore em se envolver com a história tanto dos pescadores quanto dos diretores. Mas assim que se percebe a paixão dos cineastas acerca da história e daquela região, fica mais fácil compreender a temática e se deixar levar pelo filme". Aliás, vários críticos concordaram com este aspeto do ritmo, principalmente na segunda metade do filme, tal como Renato Hermsdorff (AdoroCinema).